# Waldhof-Falkenstein
Waldhof-Falkenstein là một đô thị ở huyện Bitburg-Prüm, trong bang Rheinland-Pfalz, phía tây nước Đức. Đô thị Waldhof-Falkenstein có diện tích 3,01 km², dân số thời điểm ngày 31 tháng 12 năm 2006 là 38 người.